# Andersen Air Force Base
Andersen Air Force Base är en amerikansk flygbas tillhörande USA:s flygvapen på Guam (USA).   Den ligger i kommunen Yigo, i den nordöstra delen av Guam, 23 km nordost om huvudstaden Hagåtña. 